# Vera Leșcenco
Vera Leșcenco (în limba rusă: Вера Георгиевна Лещенко)  (n. 1 noiembrie 1923, Odesa, Uniunea Sovietică – d. 18 decembrie 2009, Moscova,  Federația Rusă) a fost o cântăreață de muzică populară rusă. În vremea celui de al II-lea Război Mondial, s-a măritat cu cântărețul Petre Leșcenco și a venit cu acesta în România. Arestată în 1952, a fost extrădată în Uniunea Sovietică unde a fost condamnată la moarte, condamnare comutată la 25 de ani muncă silnică. Eliberată în 1954, după moartea lui Iosif Visarionovici Stalin, Vera Leșcenco și-a continuat cariera artistică în Uniunea Sovietică.

## Tinerețea
Vera Belousova s-a născut la Odesa, în 1923. Era fiica lui Gheorghi Belousov, membru NKVD. 
Având o predispoziție pentru muzică s-a înscris la Școala Stoliarski care fusese înființată în 1933 la Odesa de violonistul Piotr Stoliarski luând lecții de canto. În particular lua și lecții de pian, iar la vârsta de 14 ani primise în dar un pian de la profesoara ei, ceea ce îi dădea posibilitatea să exerseze acasă. De asemenea, învățase singură să cânte la acordeon.
Având în vedere că familia ei avea venituri reduse, de la vârsta de 15 ani a început să cânte cu o orchestră în pauzele de la un cinematograf din oraș. După terminarea liceului, s-a înscris la conservator deși tatăl ei era foarte categoric împotrivă, considerând că trebuia să-și facă cariera în producție, lucrând la o fabrică.
La începutul războiului, în iunie 1941, Vera avea 17 ani. Tatăl ei a plecat pe front ca voluntar, iar fratele ei mai mare, Gheorghi, a fost concentrat după accea. Vera a rămas la Odesa cu mama ei și cu fratele ei mai mic,  Anatoli, care avea 10 ani. Vera s-a înscris în echipa artistică a Filarmonicii din Odesa și a participat la concerte date la birourile de recrutare sau la unități militare. În timpul bombardamentelor, Vera a fost rănită de schije la picior, tratându-se acasă. Având un tată activist al Partidului Comunist al Uniunii Sovietice, familia ar fi putut să fie evacuată cu prioritate. Totuși, aceasta se aplica numai familiei imediate și mama Verei a preferat să rămână în oraș cu restul familiei.
După ocuparea Odesei de către trupele române, familia Belousov a început să întâmpine dificultăți. Din cauza activităților politice ale lui Gheorghi Belousov, familia era însă urmărită și a fost frecvent obiectul unor perchiziții și descinderi, urmărind să descopere dacă nu desfășura activități clandestine.

## Căsătoria cu Petre Leșcenco
În 1942, vine la Odesa cântârețul Petre Leșcenco. În timpul repetițiilor el a făcut cunoștință cu Vera Belousova de care s-a îndrăgostit imediat. Vera avea 19 ani, fiind cu 25 de ani mai tânără decât Petre Leșcenco dar a fost fascinată de celebrul cântăreț. Din cauza legăturii cu Vera Belousova, Petre Leșcenco revenea periodic la Odesa și după puțin timp, deși era însurat, îi cere să se mărite cu el. În martie 1944, când Petre Leșcenco ajunge din nou la Odesa, fiind în permisie, după ce regimentul unde era concentrat s-a retras din Crimeea. Aici află zvonul că, din cauza apartenenței la NKVD a lui Gheorghi Belousov, întreaga sa familie urma să fie deportată în Germania. Petre Leșcenco reușește să-și ia atât logodnica, cât și pe  fratele și pe mama ei, plecând cu ei la București. Din relatările vecinilor familiei Belousov, ei au părăsit Odesa în ultimul moment; după câteva zile în apartamentul lor a fost făcută o descindere a trupelor germane. În mai 1944, Petre ajunge să transcrie divorțul său de Zinaida Zakit și se însoară cu Vera Belousova, care obține astfel cetățenia română.
După intrarea trupelor sovietice în București, la 31 august 1944, familia Verei Leșcenco s-a întors la Odesa. După război, Gheorghi Belousov s-a întors acasă foarte bolnav. Foarte nemulțumit de căsătoria fiicei sale, el a refuzat să intre în contact cu ea și a interzis și celorlalți membri ai familiei să întrețină corespondență cu ea.
Vera Leșcenco rămâne la București și participă la concertele lui Petre Leșcenco. Cu toate că mulți dintre prietenii lor reușiseră să plece din România, Petre Leșcenco a refuzat categoric să urmeze sfaturile prietenilor săi și să fugă în occident. Existau însă indicii că situația familiei Leșcenco devenea periculoasă. Deoarece Vera era născută în URSS, la cererea autorităților sovietice, cetățenia română i-a fost retrasă și ea a obținut statutul de rezident străin în România. Fiind crescută în URSS, Vera cunoștea metodele staliniste și își dădea mai bine seama de pericolul situației în care se afla. Petre Leșcenco era însă încrezător că va putea depăși orice dificultăți și nu voia emigreze în occident iar Vera nu concepea posibilitatea de a pleca singură, fără Petre. Evenimentele s-au precipitat după ce, în mod neașteptat, Petre Leșcenco, considerându-se de naționalitate rusă, i-a scris lui Iosif Visarionovici Stalin solicitând să i se aprobe cetățenia sovietică și dreptul de a se întoarce în URSS. Motivația acestui demers este greu de determinat, având în vedere că i se spusese direct că, în Uniunea Sovietică, soția sa Vera era considerată o trădătoare.
În martie 1951, Petre primește un răspuns favorabil cererii sale de repatriere. După câteva zile, la terminarea unui concert la Brașov în ziua de 26 martie 1951 este arestat de organele de securitate, pare-se la cererea autorităților sovietice.   Cu doar câteva zile înainte, Vera primise înștiințarea că permisul ei de ședere în România expira la 31 decembrie 1951.
Vera Leșcenco s-a decis să facă apel la generalul Burenin, comandantul trupelor sovietice din România, care nu era doar un admirator al lui Petre, dar fusese de mai multe ori oaspetele familiei Leșcenco. Vera s-a dus la Burenin împreună cu Valentina, sora lui Petre Leșcenco. Generalul le-a primit cu multă amabilitate, a părut surprins de vestea arestării și le-a asigurat că se va interesa și va luat toate măsurile pentru eliberarea lui Petru, promițând că le va informa telefonic de rezultatele demersurilor sale. Abia după ce a constatat că nu a primit niciodată telefonul promis și-a dat seama că arestarea lui Petre Leșcenco nu fusese posibilă decât cu cooperarea totală a autorităților sovietice.
Sperând că Petre Leșcenco va fi în curând eliberat, ea a încheiat un contract să cânte la restaurantul « Mon Jardin «  de pe Calea Dorobanți din București, unde concerta o orchestră de muzicieni basarabeni, ignorând sfaturile de a pleca din capitală.
Imediat după arestare, Petre Leșcenco a fost ținut într-o închisoare la București, apoi a fost trimis la Canalul Dunăre-Marea Neagră. După nouă luni, Vera Leșcenco a reușit să obțină permisiunea de a-l vedea la vorbitor. A fost ultima dată când cei doi soți s-au mai văzut.
La scurt timp după aceea, a fost arestată și Vera Leschenko. A fost dusă în Uniunea Sovietică iar la 5 august 1952 tribunalul din Dnepropetrovsk a condamnat-o la moarte pentru trădare și pentru căsătoria cu un cetățean străin fără permisiunea autorităților sovietice.  Pedeapsa a fost apoi comutată la douăzeci și cinci ani de închisoare. A fost deținută în lagărul Ivdellag din apropiere de orașul Ivdel, regiunea Sverdlovsk, la 525 km nord de Ekaterinburg. Vera Leșcenco a fost eliberată la 12 iulie 1954 Petre Leșcenco a murit la  16 iulie 1954 în spitalul penitenciar din Târgu Ocna, la două zile după eliberarea soției sale.

## Viața Verei Leșcenco în Uniunea Sovietică
După eliberarea ei, Vera Leșcenco s-a întors la Odesa. Nu avea voie să părăsească Uniunea Sovietică și a încercat inutil timp de mulți ani să afle ceva despre soarta soțului ei. La ultima lor întâlnire, Petre Leșcenco o asigurase că urma să fie eliberat după cel mult doi ani, și Vera lua în considerare ca el să fi făcut uz de autorizarea de a se stabili în Uniunea Sovietică. Pe de altă parte, cu privire la soarta lui circulau multe zvonuri, printre care cel că ar fi fost deportat în Siberia. Dar autoritățile sovietice răspundeau că Petre Leșcenco nu se întorsese în URSS iar autoritățile române nu dădeau niciun răspuns intervențiior făcute. Vera a încercat și să recupereze lucrurile care fuseseră confiscate în momentul arestării ei și care rămăseseră în România. După ce timp de peste zece ani autoritățile române nu au dat niciun curs cererilor respective, Vera a primit răspunsul că bunurile respective intraseră în posesia statului, deoarece se depășise termenul de depozitare. Nici încercările de a lua contact cu familia lui Petre Leșcenco nu au dat rezultate. Mama lui era incapacitată, tatăl lui vitreg murise împușcat în condiții neclare, iar surorile lui nu au răspuns la scrisori, Vera neștiind nici măcar dacă primiseră scrisorile. Abia mult mai târziu, la Moscova, a aflat de la Nikolai Cereșni, un muzician care lucrase cu Petre Leșcenco, că acesta murise în spitalul unui penitenciar din România, fără alte detalii. Reluând investigațiile după 1989, Vera Leșcenco nu a reușit nici de această dată să obțină informații cu privire la soarta soțului ei, nici dela administrația penitenciarelor, nici de la memorialele foștilor deținuți. Un prieten din Polonia, Gheorghi Suhno a reușit să afle că Leșcenco murise la Târgu Ocna, dar că nu se știa unde a fost înmormântat.
Tatăl ei murise la scurt timp după război. Cunoscuții ei o evitau, din cauza condamnării ei. După un timp a fost complet reabilitată, dar răceala în relațiile cu cunoștințele ei persistau. De aceea Vera Leșcenco s-a hotărât să părăsească Odesa și să-și refacă viața în altă parte.
Vera Leșcenco a avut contracte de lucru cu diferite orchestre filarmonice din Uniunea Sovietică, concertând în Kemerovo, Novosibirsk, Irkutsk și Breansk. Apoi, s-a căsătorit cu Vladimir Andrianov, care fusese și el deținut, fiind eliberat în 1958. Vera a reușit să se instaleze la Moscova și să se angajeze la formația Moskonțert, plecând frecvent în turnee. Vladimir Andrianov a suferit însă un atac de cord, și Vera și-a abandonat slujba pentru a-l putea îngriji.
După moartea lui Vladimir Andrianov, Vera și-a reluat activitatea muzicală, angajându-se cântăreață a orchestrei de jazz Boris Renski plecând frecvent în turnee dar dând și lunar concerte la Moscova.
Spre sfârșitul vieții Vera Leșcenco s-a măritat cu un alt muzician, Eduard Vilgelmovici Kumelan. Acesta a ajutat-o să întocmească o discografie a lui Petre Leșcenco și să scrie partituri pentru pian ale tuturor cântecelor sale. De asemenea a ajutat-o să-și creeze o colecție a discurilor lui Leșcenco și a întreprins demersurile pentru ca, în calitate de vădură a artistului, să obțină plata drepturilor de autor pentru toate reeditările discurilor sale. După moartea lui Kumelan, Vera s-a ocupat intens de redactarea unei biografii a lui Leșcenco.
Cu toate că a trăit 55 de ani după moartea lui Petre Leșcenco, ea a trăit toată viața cu amintirea dragostei ei din tinerețe și a celor 8 ani cât fusese măritată cu Petre Leșcenco, înainte de a fi arestat. În 2009 a reușit să publice un volum despre Petre Leșcenco. Vera Leșcenco a murit la scurt timp după apariția acestui volum, la 18 decembrie 2009 la Moscova.